# 大椅山河东遗址
大椅山河东遗址，位于中国吉林省辉南县大椅山乡韩家沟村，为一个省级文物保护单位，类型为古遗址，公布时间为1999年2月26日。该文物保护单位由辉南县文管所管理。
大椅山河东遗址的历史年代为青铜至汉。